# 1881 v loďstvech
Tento článek obsahuje významné události v oblasti loďstev v roce 1881.

## Lodě vstoupivší do služby
- 1. října –  SMS Tegetthoff – kasematová loď samostatná jednotka